# Rafael Advanced Defense Systems Derby
Rafael Advanced Defense Systems Derby je raketa typu vzduch-vzduch od Izraelského výrobce Rafael Advanced Defense Systems. Má radarové navádění. Střela Derby je spolu se střelou Python součástí protiletadlového raketového systému SPYDER.